# Dharmadam
Dharmadam är en ort i Indien.   Den ligger i distriktet Kannur och delstaten Kerala, i den södra delen av landet, 1 900 km söder om huvudstaden New Delhi. Dharmadam ligger 15 meter över havet och antalet invånare är 29 943.
Terrängen runt Dharmadam är platt. Havet är nära Dharmadam åt sydväst. Runt Dharmadam är det tätbefolkat, med 762 invånare per kvadratkilometer. Närmaste större samhälle är Thalassery, 4,3 km sydost om Dharmadam. I omgivningarna runt Dharmadam växer i huvudsak städsegrön lövskog.